# Historical Maritime Society
L'Historical Maritime Society (HMS) è un'organizzazione storica del Regno Unito che si occupa della ricerca di informazioni e documentazioni che ritraggano la vita di Horatio Nelson, ammiraglio della Royal Navy. Vi è anche un crescente interesse all'interno della Società in tutte le questioni marittime di altri periodi - tra cui la seconda guerra mondiale.
HMS è apparsa nella serie di Channel 4 "The Worst Jobs in History" (2004), che descrive la vita nella Royal Navy di epoca georgiana. Le riprese si sono svolte a bordo di HMS Trincomalee, che è permanentemente ormeggiata alla banchina storica a Hartlepool, Regno Unito. La società rappresentata nel libro di Paul Lewis Isemonger, "La guerra di Wellington" raffigura il periodo napoleonico e ha fornito precise descrizioni della vita a bordo di una fregata della Royal Navy's durante le guerre napoleoniche.
La società ha lo scopo di intrattenere e informare ed è collegata a siti educativi , e svolge la sua attività anche a bordo dell'HMS Victory presso il Royal Naval Dockyard a Portsmouth, e al National Maritime Museum.